# Tachyrhynchus reticulatus
Tachyrhynchus reticulatus är en snäckart som först beskrevs av Jesse Wedgwood Mighels och C. B. Adams 1842.  Tachyrhynchus reticulatus ingår i släktet Tachyrhynchus och familjen tornsnäckor. Inga underarter finns listade i Catalogue of Life.